# Capelle & Partner
Capelle & Partner är Naurus största privata företag, med huvudkontor i Ewa. Chef för företaget är Sean Oppenheimer.
Capelle & Partner ligger i en affärsbyggnad, och säljer mat, souvenirer, kläder, sportsutrustning, teknisk utrustning och böcker. Företaget är sponsor för Nauru Mini Football Federation och Naurus olympiska kommitté.